# Aristolochia debilis
Aristolochia debilis là một loài thực vật có hoa trong họ Aristolochiaceae. Loài này được Siebold & Zucc. mô tả khoa học đầu tiên năm 1846.